# 翻訳ミステリー大賞
翻訳ミステリー大賞（ほんやくミステリーたいしょう）は、日本語に翻訳された海外のミステリー小説が対象の文学賞。翻訳家の小鷹信光、深町眞理子、白石朗、越前敏弥、田口俊樹によって創設され、2010年に第1回が発表された。2024年発表の第15回で幕を閉じるとともに、翻訳ミステリーの表彰に関しては、日本推理作家協会賞における翻訳部門が試行から正式部門に昇格した（翻訳部門の愛称：Double Copper Award）。

## 選出方法
海外ミステリーの現役翻訳者の投票によって大賞が決まる。ベストセラーだけでなく、翻訳者が埋没させたくないと考える作品も選ばれてきた。

### 対象作品
前年11月1日から、その年の10月31日までに刊行された作品。
当初は、前年12月1日からとしていたが、第3回（2012年発表）より前年11月1日からとなった。
第1回（2010年発表）：2008年12月1日～2009年11月30日刊行作品
第2回（2011年発表）：2009年12月1日～2010年10月31日刊行作品

### 一次選考
投票者
フィクション・ノンフィクションを問わず訳書または共訳書が1冊以上ある翻訳家。
当初はフィクションの訳書がある翻訳家（2010年発表分は約350人）に限っていたが、一次投票では第7回（2016年発表）からノンフィクションの翻訳家も投票できるようになった。
投票方法
各投票者は、5作品を順位を付けて選び、投票する（5作品に満たない場合は無効票）。
各投票に以下の点数を付けて集計する。1位5点、2位4点、3位3点、4位2点、5位1点。
投票結果を参考にして、予選委員会が5作を目安に大賞候補作品を選出する（2013年発表分は6作品、2014年発表分は7作品）。
予選委員会は、前年度の大賞受賞作の翻訳者を含む5名。
なお、第2回（2011年発表）までは、投票者は最大3作品を順位を付けて選び、3作品選んだ場合は1位=3点／2位=2点／3位=1点、2作品選んだ場合は1位=2点／2位=1点、1作品のみ選んだ場合は1位=1点として、全投票を集計し、上位5作を大賞候補作品とした。

### 二次選考
投票者
フィクション・ノンフィクションを問わず訳書または共訳書が1冊以上ある翻訳家のうち、大賞候補作すべてを読み終えている者（大賞候補作は5作品。ただし、2013年発表は6作品、2014年発表は7作品）。
当初はフィクションの訳書がある翻訳家に限っていたが、第6回（2015年発表）の二次投票からノンフィクションの翻訳家も投票できるようになった。
投票方法
各投票者は、候補作のうち1作品を選び、投票する。

### 発表
翌年4月に受賞作が発表される。併せて、各投票者の名前と投票作品、各候補作の獲得点数も公開される。

## 受賞作品
|                           | 大賞                                                                            | 大賞以外の一次選考通過作品 | 読者賞 |
| ------------------------- | ------------------------------------------------------------------------------- | --- | --- |
| 第1回 （2010年）          | 『犬の力』 ドン・ウィンズロウ 東江一紀 訳                                       | - ミレニアム1 ドラゴン・タトゥーの女（スティーグ・ラーソン著、ヘレンハルメ美穂・岩澤雅利 訳） - ミレニアム2 火と戯れる女 （スティーグ・ラーソン 著、ヘレンハルメ美穂・山田美明 訳） - 川は静かに流れ（ジョン・ハート著、東野さやか 訳） - グラーグ57（トム・ロブ・スミス 著、田口俊樹 訳）                                                                             | |
| 第2回 （2011年）          | 『古書の来歴』 ジェラルディン・ブルックス 森嶋マリ 訳                           | - 陸軍士官学校の死（ルイス・ベイヤード 著、山田蘭 訳） - 音もなく少女は（ボストン・テラン 著、田口俊樹 訳） - 卵をめぐる祖父の戦争（デイヴィッド・ベニオフ著、田口俊樹 訳） - フランキー・マシーンの冬（ドン・ウィンズロウ著、東江一紀 訳） | |
| 第3回 （2012年）          | 『忘れられた花園』 ケイト・モートン 青木純子 訳                                 | - 犯罪（フェルディナント・フォン・シーラッハ著、酒寄進一 訳） - 夜の真義を（マイケル・コックス著、越前敏弥 訳） - 二流小説家（デイヴィッド・ゴードン著、青木千鶴 訳） - アンダー・ザ・ドーム（スティーヴン・キング著、白石朗 訳） | |
| 第4回 （2013年）          | 『無罪 INNOCENT』 スコット・トゥロー 二宮馨 訳                                  | - 毒の目覚め（S・J・ボルトン著、法村里絵 訳） - 解錠師（スティーヴ・ハミルトン 著、越前敏弥 訳） - 深い疵（ネレ・ノイハウス著、酒寄進一 訳） - 罪悪（フェルディナント・フォン・シーラッハ著、酒寄進一 訳） - 湿地（アーナルデュル・インドリダソン著、柳沢由実子 訳）                                                                                                   | - 解錠師（スティーヴ・ハミルトン 著、越前敏弥 訳） - 吊るされた女（キャロル・オコンネル著、務台夏子 訳） - 深い疵（ネレ・ノイハウス著、酒寄進一 訳） |
| 第5回 （2014年）          | 『11/22/63』 スティーヴン・キング 白石朗 訳                                     | - ゴーン・ガール（ギリアン・フリン著、中谷友紀子 訳） - シスターズ・ブラザーズ（パトリック・デウィット 著、茂木健 訳） - 緑衣の女（アーナルデュル・インドリダソン著、柳沢由実子 訳） - 冬のフロスト（R・D・ウィングフィールド著、芹澤恵 訳） - 遮断地区（ミネット・ウォルターズ著、成川裕子 訳） - コリーニ事件（フェルディナント・フォン・シーラッハ著、酒寄進一 訳） | 『三秒間の死角』 アンデシュ・ルースルンド&ベリエ・ヘルストレム ヘレンハルメ美穂 訳                                                                   |
| 第6回 （2015年）          | 『秘密』 ケイト・モートン 青木純子 訳                                           | - もう年はとれない（ダニエル・フリードマン著、野口百合子 訳） - 容疑者（ロバート・クレイス 著、高橋恭美子 訳） - その女アレックス（ピエール・ルメートル著、橘明美 訳） - ゴーストマン 時限紙幣（ロジャー・ホッブズ 著、田口俊樹 訳） | 『秘密』 ケイト・モートン 青木純子 訳 |
| 第7回 （2016年）          | 『声』 アーナルデュル・インドリダソン 柳沢由実子 訳                             | - 偽りの楽園（トム・ロブ・スミス著、田口俊樹 訳） - もう過去はいらない（ダニエル・フリードマン著、野口百合子 訳） - 悲しみのイレーヌ（ピエール・ルメートル著、橘明美 訳） - ゲルマニア（ハラルト・ギルバース 著、酒寄進一 訳） | 『声』 アーナルデュル・インドリダソン 柳沢由実子 訳                                                                                                  |
| 第8回 （2017年）          | 『その雪と血を』 ジョー・ネスボ 鈴木恵 訳                                       | - マプチェの女（カリル・フェレ著、加藤かおり・川口明百美 訳） - ミスター・メルセデス（スティーヴン・キング著、白石朗 訳） - 熊と踊れ（アンデシュ・ルースルンド&ステファン・トゥンベリ 著、ヘレンハルメ美穂・羽根由 訳） - 拾った女（ チャールズ・ウィルフォード著、浜野アキオ 訳）                                                                                     | 『その雪と血を』 ジョー・ネスボ 鈴木恵 訳 |
| 第9回 （2018年）          | 『フロスト始末』 R・D・ウィングフィールド 芹澤恵 訳                             | - その犬の歩むところ（ボストン・テラン著、田口俊樹 訳） - ハティの最期の舞台（ミンディ・メヒア著、坂本あおい 訳） - 東の果て、夜へ（ビル・ビバリー著 、熊谷千寿 訳） - 嘘の木（フランシス・ハーディング著、児玉敦子 訳） | 『13・67』 陳浩基 天野健太郎 訳 |
| 第10回 （2019年）         | 『カササギ殺人事件』 アンソニー・ホロヴィッツ 山田蘭 訳                         | - あなたを愛してから （デニス・ルヘイン著、加賀山卓朗 訳） - そしてミランダを殺す （ピーター・スワンソン著、務台夏子 訳） - 用心棒 （デイヴィッド・ゴードン著、青木千鶴 訳） - IQ （ジョー・イデ著、熊谷千寿 訳） | 『カササギ殺人事件』 アンソニー・ホロヴィッツ 山田蘭 訳                                                                                              |
| 第11回 （2020年）         | 『11月に去りし者』 ルー・バーニー 加賀山卓朗 訳                                 | - ザ・ボーダー （ドン・ウィンズロウ著、田口俊樹 訳） - パリ警視庁迷宮捜査 （ソフィー・エナフ著、山本知子・川口明百美 訳） - メインテーマは殺人 （アンソニー・ホロヴィッツ著、山田蘭訳） - 拳銃使いの娘 （ジョーダン・ハーパー著、鈴木恵 訳） | 『指名手配』 ロバート・クレイス 高橋恭美子 訳 |
| 第12回 （2021年）         | 『指差す標識の事例』 イーアン・ペアーズ 池央耿・東江一紀・宮脇孝雄・日暮雅通 訳 | - ザリガニの鳴くところ （ディーリア・オーエンズ著、友廣純 訳） - 壊れた世界の者たちよ （ドン・ウィンズロウ著、田口俊樹 訳） - ストーンサークルの殺人 （M・W・クレイヴン著、東野さやか訳） - あの本は読まれているか （ラーラ・プレスコット著、吉澤康子 訳） | 『ザリガニの鳴くところ』 ディーリア・オーエンズ 友廣純 訳                                                                                            |
| 第13回 （2022年）         | 『台北プライベートアイ』 紀蔚然 舩山むつみ 訳                                   | - 自由研究には向かない殺人（ホリー・ジャクソン著、服部京子 訳） - ヒロシマ・ボーイ（平原直美著、芹澤恵 訳） - ブラックサマーの殺人（M・W・クレイヴン著、東野さやか 訳） - 亡国のハントレス（ケイト・クイン著、加藤洋子 訳） | 『自由研究には向かない殺人』 ホリー・ジャクソン 服部京子 訳                                                                                          |
| 第14回 （2023年）         | 『彼女は水曜日に死んだ』 リチャード・ラング 吉野弘人 訳                         | - ポピーのためにできること （ジャニス・ハレット著、山田蘭 訳） - われら闇より天を見る （クリス・ウィタカー著、鈴木恵 訳） - キュレーターの殺人 （M・W・クレイヴン著、東野さやか 訳） - 辮髪のシャーロック・ホームズ （莫理斯 著、舩山むつみ 訳） | 『辮髪のシャーロック・ホームズ』 莫理斯 舩山むつみ 訳                                                                                                |
| 第15回 （2024年、最終回） | 『破果』 ク・ビョンモ 小山内園子 訳                                             | - 真珠湾の冬 （ジェイムズ・ケストレル著、山中朝晶 訳） - トゥルー・クライム・ストーリー （ジョセフ・ノックス 著、池田真紀子 訳） - 哀惜 （アン・クリーヴス著、高山真由美 訳） - 卒業生には向かない真実 （ホリー・ジャクソン著、服部京子 訳 | 『グレイラットの殺人』 M・W・クレイヴン 東野さやか 訳 『処刑台広場の女』 マーティン・エドワーズ 加賀山卓朗 訳                                        |

## 読者賞
「翻訳ミステリー読者賞」が2012年度より催されている。翻訳家の投票による翻訳ミステリー大賞とは異なり、一般読者の投票により受賞作が決定される。翻訳ミステリー大賞は翻訳ミステリー大賞シンジケートが運営しているが、読者賞は別の有志により運営されている。賞の発表は、翻訳ミステリー大賞と同じ日に、同じ会場にて行われる。
第1回（2012年度）では、投票者各自が投票したい作品を1冊だけ選んで投票した。第2回（2013年度）以降は、投票者各自に持ち点が与えられ、投票者各自が投票したい作品1〜3冊に持ち点を振り分ける方式がとられた。なお投票者各自に与えられた持ち点は、第2回（2013年度）は5点、第3回（2014年度）は6点。
受賞作品は以下の通り。
- 第1回（2012年度）[22] -
  - 『解錠師』スティーヴ・ハミルトン著、越前敏弥 訳
  - 『吊るされた女』キャロル・オコンネル著、務台夏子 訳
  - 『深い疵』ネレ・ノイハウス著、酒寄進一 訳
- 第2回（2013年度）[23][24] - 『三秒間の死角』アンデシュ・ルースルンド&ベリエ・ヘルストレム著、ヘレンハルメ美穂 訳
- 第3回（2014年度）[25] - 『秘密』ケイト・モートン著、青木純子 訳
- 第4回（2015年度）[13] - 『声』アーナルデュル・インドリダソン著、柳沢由実子 訳
- 第5回（2016年度）[26] - 『その雪と血を』ジョー・ネスボ著、鈴木恵 訳
- 第6回（2017年度）[27] - 『13・67』陳浩基著、天野健太郎 訳
- 第7回（2018年度）[28] - 『カササギ殺人事件』アンソニー・ホロヴィッツ著、山田蘭 訳
- 第8回（2019年度）[29] - 『指名手配』ロバート・クレイス著、高橋恭美子 訳
- 第9回（2020年度）[30] - 『ザリガニの鳴くところ』ディーリア・オーエンズ著、友廣純 訳
- 第10回（2021年度）[31] - 『自由研究には向かない殺人』ホリー・ジャクソン（英語版）著、服部京子 訳
- 第11回（2022年度）[32] - 『辮髪のシャーロック・ホームズ　神探福邇の事件簿』トレヴァー・モリス（莫理斯）著、舩山むつみ 訳
- 第12回（2023年度）[33] -
  - 『グレイラットの殺人』M・W・クレイヴン（英語版）著、東野さやか 訳
  - 『処刑台広場の女』マーティン・エドワーズ著、加賀山卓朗 訳

翻訳ミステリー大賞の終了に伴い、2025年発表分から従前の「翻訳ミステリー読者賞」は、「どくミス！」（正式名称「読者が選ぶ翻訳ミステリー大賞」）へ改称された。
- 2025年顕彰（2024年度）[35] - 『ボタニストの殺人』M・W・クレイヴン著、東野さやか 訳